# Právnická škola pracujících
Právnická škola pracujících (PŠP) byl typ školy určený k jednoletému vzdělávání nových prokurátorů (tito absolventi se sami nazývali dělničtí prokurátoři) a dvouletému vzdělávání nových soudců.
Po únoru 1948 probíhala v Československu reorganizace soudního systému, kdy byla snaha o co největší závislost justice na komunistickém vedení. Na období let 1948–1950 byla vyhlášena „právnická dvouletka“. Během této doby mělo dojít ke změnám zákonů i obměně lidí pracujících v justici. Protože však v té době nebyl dostatek vhodných kandidátů, kteří by mohli nahradit propuštěné soudce, a studium na transformované Právnické fakultě Univerzity Karlovy trvalo příliš dlouho na to, aby její absolventi dokázali tyto pozice obsadit, byla založena Právnická škola pracujících. 22. prosince 1948 byl pak navíc přijat zákon č. 319 Sb., o zlidovění soudnictví, který měl zajistit účast lidu na soudním rozhodování.
Právnická škola pracujících byla zřízena Ministerstvem spravedlnosti v Praze v roce 1948 a 1. prosince 1948 zahájila svoji činnost. V listopadu 1949 ji absolvovalo prvních 79 prokurátorů. 7. února 1949 zahájila svoji činnost jednoletá Právnická škola pracujících v Bratislavě. 1. prosince 1950 byla Právnická škola pracujících v Praze rozšířena o dvouleté studium pro až 80 nových soudců.
Do roku 1952 byl absolventům udělován akademický titul JUDr., později absolventi na základě zákona č. 58/1950 Sb., o vysokých školách užívali neakademické označení „promovaný právník“.
Skripta pro posluchače Právnické školy pracujících, která však byla dodána škole až později, byla napsána ve spolupráci s Právnickou fakultou Univerzity Karlovy, ideologickou sekcí právní rady Komunistické strany Československa a Právnickým institutem Ministerstva spravedlnosti. Třetinu přednášek studia tvořila teorie marxismu-leninismu a dvě třetiny právo, zejména trestní.
Podmínkou přijetí bylo členství v KSČ, přednost měli uchazeči s vyššími stranickými funkcemi bez ohledu na dosažené vzdělání.